# 守達神
守達神（もりたのかみ）は、長野県諏訪地方の民間伝承（諏訪信仰）の神。

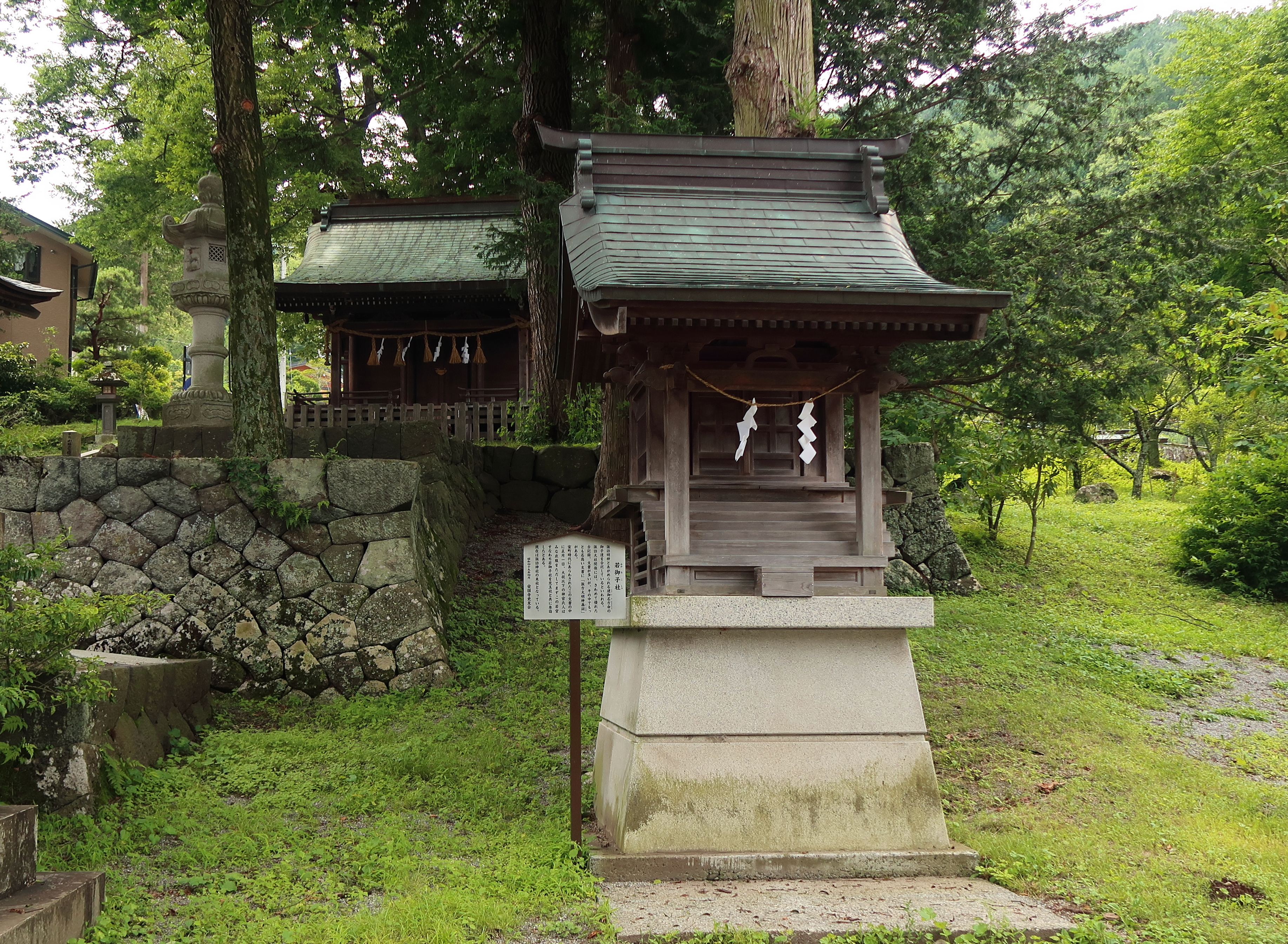
諏訪大社前宮若御子社

## 概要
守達神を主祭神として祀る長野市七二会の守田神社（水内郡の式内社守田神社の論社）では建御名方神の第五子とされ、水内開拓の祖神と伝わる。また『日本三代実録』貞観5年（863年）2月14日条に記される式外社宇達神と同神と考えられる。ただし宇達神を祀る長野市下宇木の宇達神社では、宇達神（宇逵神）は泥土立神の転訛と伝える。また明治初期に書かれた守矢氏の家系図『神長守矢氏系譜』の中では、守矢氏の二代目とされる守宅神の別名に守田ノ神を挙げ、同一視されることもある。
貞観五年二月に従五位下の「安達神」に従五位上を加授、同七年三月十二日に従五位上「宇達神」に従四位下を加授したと見え、これらはいずれも守達神とされる。

## 系譜

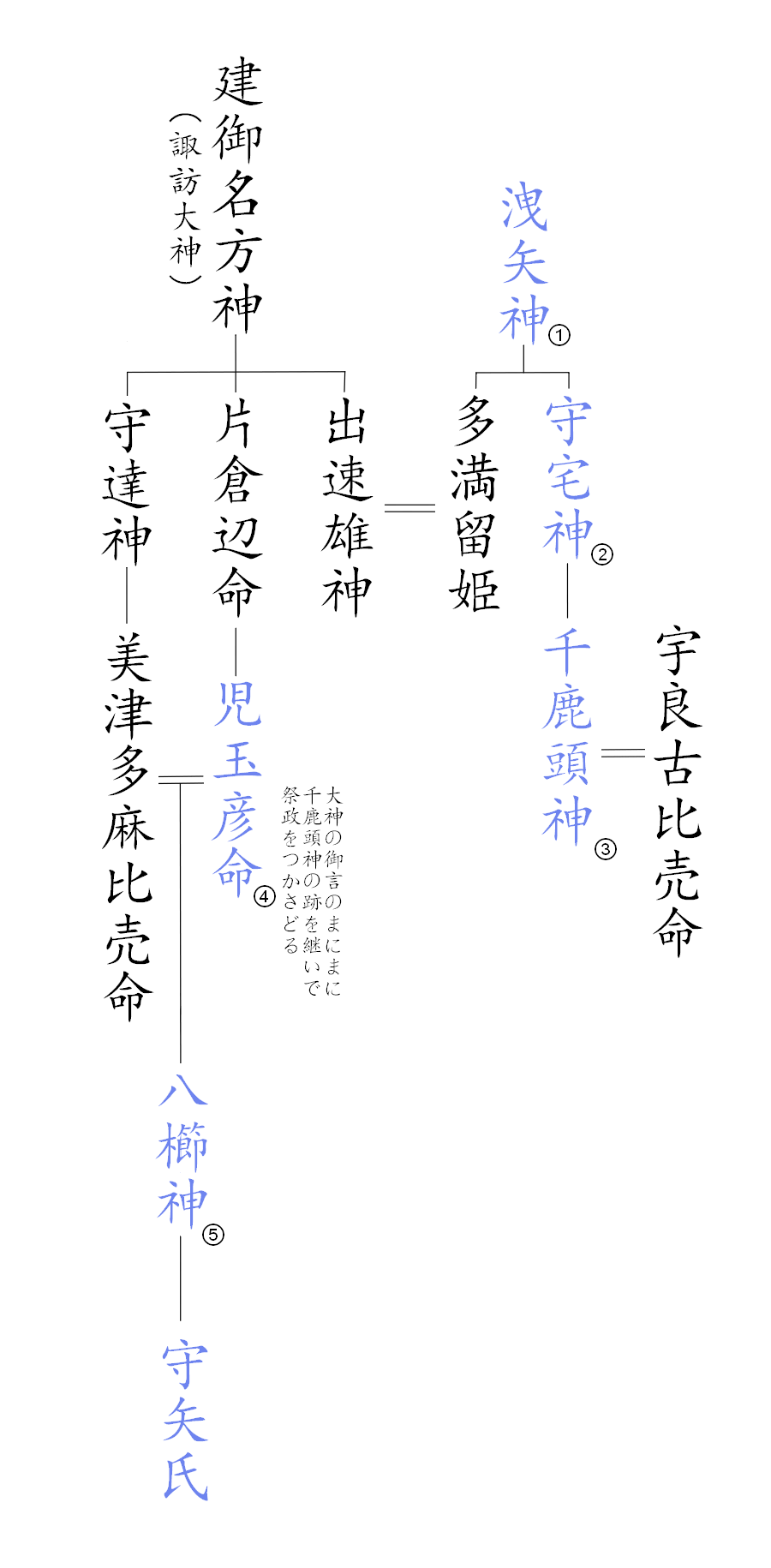
守矢氏の最初の五代
（洩矢神から八櫛神まで）

建御名方神と八坂刀売神の子であり、子に高志奈男神、美都多麻比売命がいる。
美都多麻比売命（美都玉比売命）は片倉辺命の子児玉彦命との間に八櫛神を生み、この神は守矢氏の五代目とされる。

## 祀る神社
- 諏訪大社上社前宮 若御子社（長野県茅野市宮川）
- 十五社神社（長野県茅野市豊平）
- 十五社神社（長野県岡谷市本町）
- 守田神社（長野県長野市七二会）

### 宇達神を祀る神社
- 宇達神社（長野県長野市下宇木）